# Хилленбранд, Лаура
Лаура Хилленбранд (англ. Laura Hillenbrand; род. 15 мая 1967, Фэрфакс, Виргиния, США) — американская писательница, автор книг и журнальных статей.

## Биография

### Личная жизнь
Лаура Хилленбранд родилась 15 мая 1967 года в городе Фэрфакс в американском штате Виргиния, но провела большую часть детства с лошадьми на отцовской ферме в Шарпсберге в штате Мэриленд. В детстве она «до смерти» зачитывалась детской книгой «Come On Seabiscuit» 1963 года. Поступила в Кеньон-колледж города Гамбьер в Огайо, но была вынуждена покинуть его до окончания учёбы, когда заболела синдромом хронической усталости, с которым борется до сих пор. В 2008 году она вышла замуж за Бордена Фланагана, профессора Американского университета. Она описала начало и первые годы её болезни в эссе «A Sudden Illness».
В настоящее время Лаура Хилленбранд живёт в Вашингтоне — столице США, и редко покидает дом из-за своего состояния.

### Карьера
Первой книгой Хилленбранд стало известное ныне произведение «Seabiscuit: An American Legend» 2001 года — научно-популярный отчёт о карьере великой скаковой лошади Фаворит, за которую она получила в том же году премию «William Hill Sports Book of the Year». Хилленбранд сказала, что была вынуждена рассказать эту историю, потому что "«нашла замечательных людей, живущих историей, которая была невероятной, захватывающей дух и в конечном итоге больше удовлетворяющей, чем любая история, с которой когда-либо сталкивалась». Впервые она рассказала об этом в эссе «Four Good Legs Between Us», получившем положительные отзывы, после чего Хилленбранд с полным правом решила перейти к созданию научной книги. После выпуска книги, она получила восторженные отзывы за стиль повествования и научное исследование. В 2003 году, снятый по этой книге фильм «Фаворит» был номинирован на премию «Оскар».
Второй книгой Хилленбранд стала биография героя Второй мировой войны Луи Замперини — «Unbroken: A World War II Story of Survival, Resilience, and Redemption» 2010 года, по которой в 2014 году был снят фильм «Несломленный». 
Одновременно, Хиллебранд занимается журналистской деятельностью, так, её статьи и эссе появлялись в «The New Yorker», и многих других американских изданиях. Также она является соучредителем фонда «Operation International Children».